# ملعب بالغارسكا أرميا
بالغارسكا أرميا (بالبلغارية: Българска Армия)‏، ويُترجم باسم ملعب الجيش البلغاري) هو ملعب نادي كرة القدم البلغاري سسكا صوفيا. يقع في بوريسوفا غاردينا (حديقة الملك بوريس) وسط العاصمة صوفيا. يحتوي الملعب على أربعة قطاعات وما مجموعه 22,995 (18,495) مقعداً، منها 2,100 مغطاة. طول الملعب 106 أمتار وعرضه 66 متراً.
تنقسم القدرة الاستيعابية للملعب إلى أربعة قطاعات:
القطاع A: 6417 مقعداً
القطاع B: 4889 مقعداً
القطاع V: 5689 مقعداً
القطاع G: 6000 (1500 مقعداً)
يضم المجمع الرياضي أيضاً ملاعب للتنس وملعباً لكرة السلة ومرافق للجمباز، بالإضافة إلى متحف نادي سسكا صوفيا. أما قاعة المؤتمرات الصحفية فبها 80 مقعداً.